# 長沢大
長沢 大（ながさわ だい、1940年11月7日 - ）は、日本の俳優。長野県出身。劇団NLT第1期生。文学座研究所を経て、有限会社グルーに所属。ナガサワ演劇グループ主宰。麗タレントプロモーション演技部基礎クラス講師。
身長178センチメートル。体重75キログラム。特技は信州弁。

## 出演

### 映画
- 花の宴（1967年） - 上田
- 砂の香り（1968年） - 橋本
- 王将（1973年） - 宮松三段
- 飛び出す立体映画 イナズマン（1974年） - ミチルの父
- 阿寒に果つ（1975年） - 脇田
- 東京湾炎上（1975年） - プロジェクトメンバー
- 春琴抄（1976年）
- 白熱デッドヒート（1977年） - ウエイター
- 瞳の中の訪問者（1977年） - 警官
- ホワイト・ラブ（1979年、東宝） - スペイン外語学校フロント事務員
- 不良少年（1980年） - 石森
- 誘拐報道（1982年）
- ルージュ（1984年） - 矢部
- エデンの東
- 新に生きる -丸山敏雄の生涯-（丸山敏雄）※主演
- 仲よき事は美しき哉
- 春の旅立ち

### テレビドラマ
- 新忍者部隊月光 第118話「ロケット大作戦」（1966年） - 西村 ※「小林博」名義
- プレイガール
  - 第20話「女はピンチに強くなる」（1969年）
  - 第73話「八百長恋どろ棒」（1970年）
- 特命捜査室 第13話「血の商人」（1969年）
- 天を斬る 第7話「金色の湖」（1969年） - 伊藤平助
- ゴールドアイ 第5話「恐怖の遊戯」（1970年）
- あなたはいない（1970年） - 良平※主演
- 金メダルへのターン! 第58・59話（1971年） - 鬼塚監督
- 幸福の素顔（1971年）
- 特別機動捜査隊
  - 第525話「ポルノイン東京 女人百景」（1971年）
  - 第569話「大都会の詩」（1972年）
  - 第585話「華麗なる貧困」（1973年）
  - 第721話「続・刑事はつらいよ」（1975年） - 大貫
  - 第724話「おもかげの宿」（1975年） - 久保
- むらさき心中（1972年）
- 仮面ライダーシリーズ
  - 仮面ライダー 第48話「吸血沼のヒルゲリラ」（1972年） - 山崎秀夫
  - 仮面ライダーV3（1973年）
    - 第19話「ハリフグアパッチの魚雷作戦!!」 - 中村有三
    - 第31話「呪いの大幹部 キバ男爵出現!!」 - 宮田

  - 仮面ライダー（スカイライダー） 第18話「魔神提督の電気ジゴク大作戦」（1980年） - 三田
  - 仮面ライダースーパー1 第43話「世界が凍る!? 扇風機怪人の威力」（1981年） - 尾崎理於奈
  - 仮面ライダーBLACK 第6話「秘密透視のなぞ」（1987年） - 石田卓也
  - 仮面ライダーBLACK RX 第5話「洞窟探検の落し穴」（1988年） - 吉野教授
- トリプルファイター 第4話「トリプル・ファイター危機一髪」（1972年） - 山村博士
- 人造人間キカイダー
  - 第7話「怪物ブルスコングが大暴れ」（1972年） - 稲葉徹夫
  - 第34話「子連れ怪物 ブラックハリモグラ」（1973年） - 警官隊隊長
- 超人バロム・1 第31話「魔人カミゲルゲは悪魔をつくる!!」（1972年） - 賢治の父
- ワイルド7 第17話「やさぐれ非常線」（1973年） - 大郷
- 剣客商売 第7話「雨の鈴鹿川」（1973年）
- ファイヤーマン（1973年）
  - 第2話「武器は科学だS・A・F」 - 記者 ※ノンクレジット
  - 第30話「宇宙に消えたファイヤーマン」 - 橋村隊員
- 愛の戦士レインボーマン 第40 - 46話（1973年） - ドクターボーグ
- ウルトラマンタロウ（1973年）
  - 第27話「出た! メフィラス星人だ!」 - 医師
  - 第38話「ウルトラのクリスマスツリー」 - ミラクル星人の人間態、および声
- キカイダー01 第40話「脱出!! 冷凍ビジンダー危機一髪」（1974年） - 大造
- 電人ザボーガー 第13話「秘密刑事 死の一騎討ち」（1974年） - 勝蓮和尚
- スーパーロボット マッハバロン 第10話「まぼろしのジャイアントバロン」（1974年） - 小田切ゆきお
- バーディー大作戦 （1974年、TBS / 東映）
  - 第23話「SOS黒猫と幻の女」
  - 第31話「本物? 偽物? 接吻泥棒」
- 座頭市物語 第14話「赤ン坊喧嘩旅」（1975年、CX）
- 元禄太平記（1975年） - 赤埴源蔵
- スーパー戦隊シリーズ
  - 秘密戦隊ゴレンジャー 第3話「大逆襲!　黄色いつむじ風」（1975年） - イーグル秘密工作員003
  - 電子戦隊デンジマン 第16話「熱海の陰謀を砕け」（1980年） - 浅野教授
  - 太陽戦隊サンバルカン 第2話「人類が消滅する日」（1981年） - 滝本所長
- 白い秘密（1976年 - 1977年） - 金子医師
- 天の花と実（1977年）
- スターウルフ 第3話「今果てしない宇宙へ!」（1978年） - レッドホース号キャプテン
- UFO大戦争 戦え! レッドタイガー（1978年） - ブラックデンジャー軍指揮官
  - 第19話「ロボQ爆発! 涙の前進」
  - 第30話「悪魔くん、こんにちは」
- ナッキーはつむじ風（1978年 - 1980年） - 権堂先生
- 大空港 （1978年 - 1980年） - 高木警視の部下(刑事)
- 恐竜戦隊コセイドン 第33話「レスキュー指令 ファイタス暴走」（1979年） - 中島
- 草燃える（1979年） - 熊谷直実
- そば屋梅吉捕物帳 第15話「遠山桜を狙う奴」（1980年） - 利助
- 幻之介世直し帖 第5話「はやぶさ剣法罠を斬れ」（1981年） - 岩田
- 男!あばれはっちゃく 第93話「さよならドン平マルヒ作戦」（1982年）
- メタルヒーローシリーズ
  - 宇宙刑事ギャバン 第9話「美しい人形スパイ」（1982年） - 杉本哲也 / 塚原哲
  - 宇宙刑事シャリバン 第12話「異星人のほほえみ マイフレンド作戦」（1983年） - 小村教授
  - 宇宙刑事シャイダー 第34話「クビライの秘密」（1984年） - 本島教授
  - 巨獣特捜ジャスピオン 第37話「恐怖のフルコース・地獄料理はいかが?」（1986年） - ブラッグル
  - 世界忍者戦ジライヤ（1988年 - 1989年） - 山地哲山の声
  - 機動刑事ジバン 第36話「夢見るチャンバラ怪物!」（1989年） - 師範
- 徳川家康（1983年） - 馬場信春
- 宮本武蔵（1984年 - 1985年） - 船曳杢右衛門
- 新大江戸捜査網 第18話「おんな牢しのび肌」（1984年） - 木曽屋
- 誇りの報酬 第41話「東京 - 仙台・追跡300キロ」（1986年） - 狙撃手
- 銀河テレビ小説
  - 総務部総務課山口六平太（1988年） - 佐竹 役
- 華の嵐（1988年） - 深沢弁護士
- ぼくの病気、ガンなの（1989年） - 佐野医師
- さすらい刑事旅情編IV 第22話「財布をすられた女・裏切りの友情」（1992年）
- 社長になった若大将（1992年）
- 風のロンド（1995年）
- 葵 徳川三代（2000年） - 保科正光
- 相棒 Season 7 第19話「特命」（2009年） - 田中（警察庁長官官房首席監察官）
- そこをなんとか 第5話「嘘の中の真実」（2012年）
- 半沢直樹 第8話「強敵ライバル登場! 負ければ出向の危機」（2013年）
- ダークスーツ 第2話「技術者たちの勝利」（2014年） - 内田
- 医療少年院物語
- 事件101
- 中学生日記
- 長い坂
- 望郷
- 私は忘れたい
- 小京都ミステリー

ほか

### その他
- まんがはじめて物語
- ウルトラ情報局1月号（2008年）

### 舞台
- アンナ・カレーニナ
- 糸女
- 牛山ホテル
- 絵姿女房
- オスカー
- 風と共に去りぬ総集編
- ゴッドマザー
- すててこ、てこてこ
- 巴里の魔女同盟
- ハッピージャーニー
- 班女
- ファニー
- マカロニ金融
- ラークライズ
- ロマノフとジュリエット

### CM
- セブン-イレブン
- ニッセイ

### ラジオ
- おいしいコーヒーのいれ方（父親）
- 遺失物管理所
- 息吹、まなざし、記憶
- 今だからあなたへ60歳のラブレター
- ツユクサ
- 夢ではない